# Youssef Krou
Youssef Krou (Agadir, 19 juni 1989) is een Frans volleybal- en beachvolleybalspeler.

## Biografie

### Jeugd en zaal
Krou werd geboren in de Marokkaanse stad Agadir en groeide op in Frankrijk, Duitsland en Madagaskar. Hij begon als tiener met volleyballen bij AS Cannes. Hij speelde in eerste instantie op de positie van middenaanvaller. In 2007 verruilde Krou Cannes voor het Centre National de Volley-Ball en de Franse jeugdselectie, waar hij als passer-loper ging spelen. Met de nationale jeugdploeg werd hij datzelfde jaar Europees kampioen onder 19 in Oostenrijk en won hij brons bij het WK onder 19 in Mexico. Van 2009 tot en met 2014 stond Krou opnieuw onder contract bij AS Cannes. Met de club eindigde hij in 2010 op de tweede plaats in het landskampioenschap.

### Beachvolleybal
In 2014 begon Krou zijn internationale beachvolleybalcarrière aan de zijde van Édouard Rowlandson met wie hij tot en met 2016 een team vormde. Het eerste jaar namen ze deel aan acht toernooien in de FIVB World Tour. Ze behaalden daarbij de overwinning in Xiamen en eindigden als derde in Doha en Mangaung. Het daaropvolgende seizoen deed het duo mee aan zes reguliere FIVB-toernooien met een derde plaats bij de Fuzhou Open en een vijfde plaats bij de Stavanger Major als beste resultaat. Bij de wereldkampioenschappen in Nederland bereikten Krou en Rowlandson de zestiende finale die verloren werd van de latere wereldkampioenen Alison Cerutti en Bruno Oscar Schmidt. Daarnaast nam Krou met Yannick Salvetti deel aan de Europese kampioenschappen in Klagenfurt, waar het tweetal in de tussenronde werd uitgeschakeld door de Italianen Alex Ranghieri en Adrian Carambula.
In het seizoen 2015/16 speelden Krou en Rowlandson dertien wedstrijden op mondiaal niveau. Ze kwamen daarbij tot een vierde plaats in Doha en vijfde plaatsen in Rio de Janeiro en Sotsji. Bij de EK in Biel/Bienne strandde het duo na een reglementaire nederlaag tegen de Russen Konstantin Semjonov en Vjatsjeslav Krasilnikov in de tussenronde. Vervolgens wisselde Krou van partner naar Quincy Aye. Het tweetal deed in 2017 mee aan zes toernooien in de World Tour en won het 1*-toernooi van Agadir. Het seizoen daarop waren ze actief op dertien internationale toernooien. Ze behaalden daarbij een tweede (Sydney), een derde (Montpellier) en een vijfde plaats (Qinzhou). Bij de EK in Nederland bereikten ze de achtste finale die verloren werd van het Nederlandse duo Alexander Brouwer en Robert Meeuwsen. In augustus 2018 eindigde Krou met Aye nog als tweede bij het 1*-toernooi van Montpellier, waarna hij de rest van het seizoen 2018/19 met Rowlandson speelde. Bij vijf mondiale toernooien kwam het tot tweetal tot een vierde plaats in Sydney en een vijfde plaats in Qinzhou. In 2021 speelde Krou drie internationale wedstrijden met Olivier Barthélémy en een wedstrijd met Aye.
Sinds 2022 vormt hij een team met Arnaud Gauthier-Rat. Het eerste jaar nam het duo aan tien reguliere toernooien in de Beach Pro Tour – de opvolger van de World Tour – deel. Ze eindigden onder meer als vijfde bij de Challenge-toernooien van Itapema en Torquay en wonnen het Elite16-toernooi van Torquay. Bij de WK in Rome verloren ze in de zestiende finale van de Italianen Daniele Lupo en Alex Ranghieri. In 2022 deed Krou met Aye bovendien mee aan de EK in München waar ze in de tussenronde werden uitgeschakeld door het Letse duo Jānis Šmēdiņš en Aleksandrs Samoilovs. Het daaropvolgende seizoen behaalden Krou en Gauthier-Rat een tweede plaats bij de Itapema Challenge.

## Palmares
Zaal
- 2007:  EK U19
- 2007:  WK U19
- 2010:  Frans kampioenschap

FIVB World Tour
- 2014:  Xiamen Open
- 2014:  Doha Open
- 2014:  Mangaung Open
- 2015:  Fuzhou Open
- 2017:  1* Agadir
- 2017:  1* Montpellier
- 2017:  2* Sydney
- 2018:  1* Montpellier

Beach Pro Tour
- 2022:  Elite16 Torquay
- 2023:  Itapema Challenge
- 2023:  Rijsel Future
- 2024:  Xiamen Challenge